# Kleine Hufeisennase

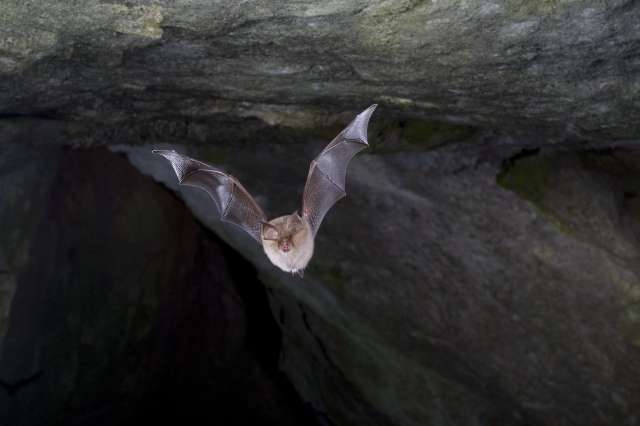
Kleine Hufeisennase im Flug

Die Kleine Hufeisennase (Rhinolophus hipposideros) ist eine Fledermaus aus der Familie der Hufeisennasen. Mit etwa 40 Millimetern Länge und einer Spannweite von maximal 250 Millimetern ist sie deutlich kleiner als die Große Hufeisennase, der sie sonst sehr ähnelt. Ihre Oberseite ist graubraun ohne rötlichen Ton, die Unterseite grau bis grauweiß. Die Jungtiere sind dunkelgrau. Die Art ist dadurch unverwechselbar, dass sie die kleinste europäische Rhinolophus-Art ist und ihr Nasenblatt einen keilförmigen Sattel aufweist.

## Vorkommen
Die wärmeliebende Kleine Hufeisennase bevorzugt strukturreiche Gebiete an Siedlungsrändern in den Mittelgebirgen und kommt auch in bewaldeten Gegenden vor. Als Sommerquartiere dienen ihr beispielsweise kleine Tunnel oder Baumhöhlen. Wie alle Vertreter ihrer Gattung hängen die Tiere stets frei, sind also nie in Spalten oder Löchern verborgen. Die höchste bekannte Wochenstube dieser Art in der Schweiz befindet sich in 1.177 Metern Höhe über dem Meeresspiegel. Gerade im Norden ihres Verbreitungsgebiets findet man sie häufig auf Dachböden, in Kaminnähe oder in Heizungskellern.
Die nächtliche Jagd erfolgt bevorzugt in Laubwäldern und halboffenen Landschaften wie Parks, Alleen, Streuobstwiesen sowie auf Flächen neben Gehölzen an Gewässern und Gebäuden. Wichtig sind zur Orientierung im Flug nahezu lückenfreie Strukturen von Gehölzen und Hecken. „Freie Flächen von mehr als 200 m Ausdehnung werden kaum überflogen.“
Besiedelt werden das südliche und mittlere Europa – nördlich etwa bis zum Übergang der mitteleuropäischen Mittelgebirgsschwelle zum norddeutschen Tiefland –, Nord- und Ostafrika sowie der Vordere Orient bis Kaschmir. Im Vergleich zur Großen Hufeisennase reicht das Verbreitungsgebiet in Europa ein wenig weiter nach Norden (etwa bis zum 52. Breitengrad) und umfasst so auch einen größeren Teil Süd- und Mitteldeutschlands und beispielsweise den Westteil Irlands.

## Fortpflanzung
Die Paarungszeit beginnt im Herbst und dauert bis zum kommenden Frühling, wobei sie aber meist im Winter unterbrochen wird. So geschieht es, dass die Paarung im Normalfall kurz nach dem Winterschlaf noch in der Überwinterungshöhle stattfindet. Im Frühjahr sammeln sich die Weibchen in Wochenstuben, um ihren Nachwuchs einzeln zu gebären. Die Jungen halten sich gleich nach der Geburt an einer „Scheinzitze“ fest. Schon in den ersten Wochen fliegen die Jungtiere unabhängig von den Müttern auf die Jagd. Je nach Futterangebot werden sie in der sechsten bis achten Woche selbständig und nach circa einem Jahr geschlechtsreif.

## Nahrung
Die Kleine Hufeisennase jagt erst bei völliger Dunkelheit vorwiegend bodennah in der Vegetation, zwischen den Ästen von Bäumen im Wald oder in Baumreihen bzw. dicht bestandenen Hecken. Die Flughöhe kann zwischen 0,5 Metern über Boden bis zur Krone großer Bäume reichen. Bei ihrem schwirrenden, von häufigen Richtungswechseln geprägten Flug erbeutet diese Fledermaus kleine Insekten (unter 17 Millimetern Körpergröße) hauptsächlich aus den Gruppen Käfer, Fliegen und Nachtfalter. Im Gegensatz zur Großen Hufeisennase jagt sie nicht von einer Warte aus. Beim Ablesen der Beute von der Vegetation können die Tiere rüttelnd in der Luft stehen.

## Gefährdung und Schutz
Obwohl in Teilen ihres Verbreitungsgebiets, insbesondere auch in Mitteleuropa, die Bestände der ehemals häufigen Kleinen Hufeisennase seit etwa Mitte des 20. Jahrhunderts zurückgehen, wird die Art aufgrund ihres großen Verbreitungsgebiets seitens der IUCN als nicht gefährdet („least concern“) eingestuft. Als Gründe für den Bestandsrückgang werden unter anderem der Einsatz von Pestiziden in der Landwirtschaft sowie der Verlust von Quartieren (beispielsweise infolge von Versiegelungen von Gebäuden) genannt.
Gesetzlicher Schutzstatus (Auswahl)
- Fauna-Flora-Habitat-Richtlinie (FFH-RL): Anhänge II und IV (es sind eigens Schutzgebiete auszuweisen / streng zu schützende Art)
- Bundesnaturschutzgesetz (BNatSchG): streng geschützt

Nationale Rote Liste-Einstufungen (Auswahl)
- Rote Liste Bundesrepublik Deutschland: 1 – vom Aussterben bedroht

(regelmäßige Vermehrungsnachweise gibt es noch punktuell in Sachsen, Thüringen, Sachsen-Anhalt und Bayern)
(in Niedersachsen, NRW, Rheinland-Pfalz, Saarland, Baden-Württemberg und wahrscheinlich Hessen bereits „ausgestorben oder verschollen“)
- Rote Liste Österreich: 3 – gefährdet
- Rote Liste Schweiz: 1 – vom Aussterben bedroht

Ein angebliches Vorkommen der Kleinen Hufeisennase im Gebiet des Weltkulturerbes Dresdner Elbtal führte 2007 zu einem dreimonatigen Baustopp für die Waldschlößchenbrücke in Dresden.

## Philatelistisches
Mit dem Erstausgabetag 1. August 2019 gab die Deutsche Post AG in der Serie Für die Jugend ein Postwertzeichen im Nennwert von 80 + 30 Eurocent mit dem Abbild der kleinen Hufeisennase heraus. Der Entwurf stammt vom Grafiker Thomas Serres aus Hattingen.